# 梅拉尼·格里菲思
梅拉尼·格里菲思（英語：Melanie Griffith，1957年8月9日—）是一位美国女演员。1975年她开始扮演主角，在《欢笑一箩筐》、《大冲击》等片中进行了裸体表演。1984年出演布莱恩·德帕尔马的《替身》，事业达到高峰。2年后的《散弹露露》成为著名的邪典电影。1988年因在《上班女郎》中的表演获金球奖，并获奥斯卡提名。